# ミーロ
ミーロ（イタリア語: Milo）は、イタリア共和国シチリア州カターニア県にある、人口約1,100人の基礎自治体（コムーネ）。

## 地理

### 位置・広がり

#### 隣接コムーネ
隣接するコムーネは以下の通り。
- ジャッレ
- サンタルフィオ
- ザッフェラーナ・エトネーア